# 서덜랜드 (뉴사우스웨일스주)

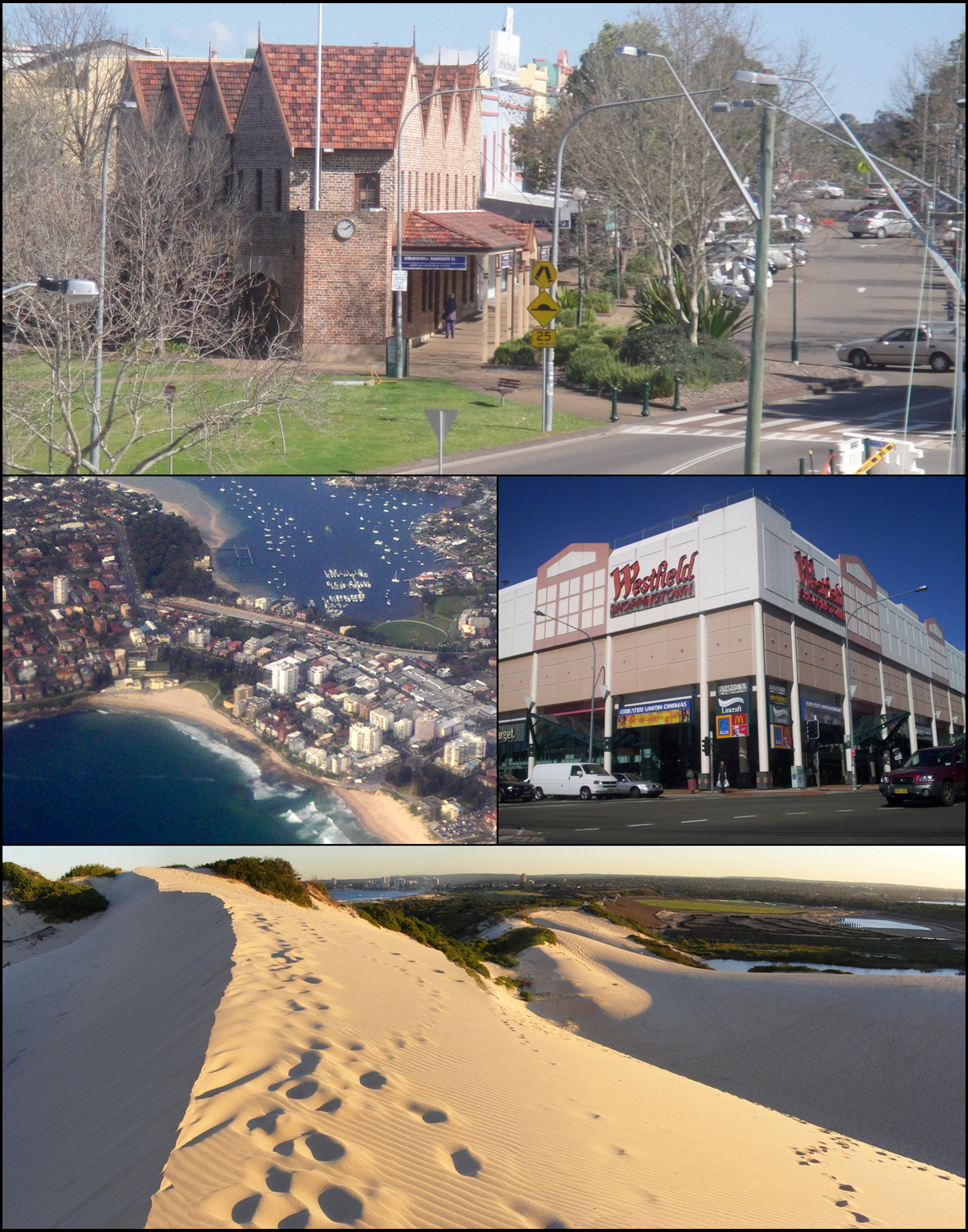
서덜랜드

서덜랜드(영어: Sutherland Shire)는 오스트레일리아(호주) 뉴사우스웨일스주의 행정 구역으로, 시드니(뉴사우스웨일스 주의 주도)에서 남쪽으로 35km 정도 떨어진 곳에 위치하며 인구는 215,084명, 면적은 335km2이다.